# Cinc Hegemònics (Període de Primaveres i Tardors)

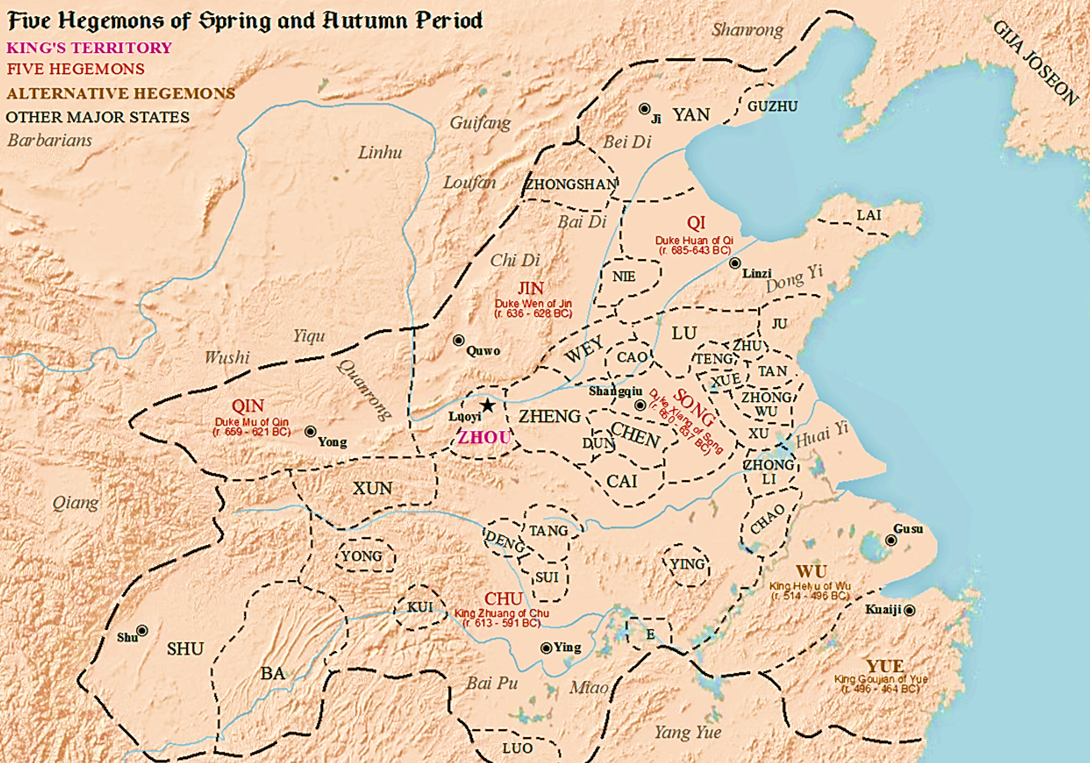
Mapa dels Cinc Hegemònics en el període de les Primaveres i Tardors

Durant el període de les Primaveres i Tardors, hi van haver diversos estats que van accedir successivament a l'hegemonia sobre els altres estats; el terme dels Cinc Hegemònics (xinès: 五霸) es refereix a qualsevol de les diverses llistes d'aquestes hegemonies esmentades.
Cal assenyalar que l'hegemonia tot i que s'associa sovint amb els estats, durant aquest període es va associar amb la persona del sobirà, precisament els que van portar als seus respectius estats a una posició dominant. En aquest sentit, el rei de cada potència hegemònica estava en el zenit del seu estat.

## El sistema d'hegemonies
El concepte d'hegemonia neix amb la debilitat de la dinastia regnant, de la Zhou oriental.
En el sistema feudal dels seus predecessors, els Zhou occidentals, el poder reial era prou fort com per tenir l'obediència de la majoria dels seus vassalls, i per mantenir un exèrcit central. La mort del Rei You de Zhou i els saquejos a la capital de Hao en el 771 aEC van fer el paper central de la cort insostenible i, posteriorment, dependent de la protecció dels estats veïns.
Ja instal·lats a Luoyang, els Zhou orientals no n'eren més que una autoritat nominal, només útil per donar suport als títols i dignitats dels grans senyors feudals, i els feus a poc a poc es van convertir en estats independents.
En aquest mosaic d'estats, alguns dels principats més grans i més forts van aconseguir temporalment el domini sobre els altres. Els prínceps d'aquests estats van ser capaços de convocar i dirigir les aliances, i tenien prioritat en les confederacions diferents. Aquests estats llavors es consideraven hegemonies.

## Els Cinc Hegemònics
D'acord amb les opinions historiogràfiques, podem trobar llistes coincidents dels susdits hegemònics.
- Duc Huan de Qi (齐桓公)
- Duc Wen de Jin (晋文公)
- Rei Zhuang de Chu (楚莊王)
- Duc Mu de Qin (秦穆公)
- Duc Xiang de Song (宋襄公)

Els tres primers són hegemònics de reconegut prestigi i, per tant, poques vegades són qüestionats. Algunes versions posen en dubte el lloc dels dos últims en aquesta llista. Així, es pot trobar com a llista alternativa:
- Duc Huan de Qi (齐桓公)
- Duc Wen de Jin (晋文公)
- Rei Zhuang de Chu (楚庄王)
- Rei Fuchai de Wu (吴王夫差)
- Rei Goujian de Yue (越王勾踐)